# Ноктюрн (фильм, 2020)
«Ноктюрн» (англ. Nocturne) — американский фильм ужасов 2020 года. Фильм был выпущен 13 октября 2020 года компанией Amazon Studios .

## Сюжет
Одаренная пианистка заключает сделку с дьяволом, чтобы превзойти свою старшую сестру в престижном заведении для классических музыкантов.

## В ролях
- Сидни Суини —  Джульетта
- Мэдисон Айсмен — Вивиан
- Жак Колимон —  Макс
- Иван Шоу — доктор Генри Каск
- Джули Бенц —  Кэсси
- Брэндон Кинер —  Дэвид
- ДжоНелл Кеннеди — руководитель музыкального отдела

## Производство
В сентябре 2019 года было объявлено, что к актерскому составу фильма присоединились Сидни Суини, Мэдисон Айсмен, Жак Колимон и Иван Шоу, а Зу Квирке - поставит свой дебютный фильм по собственному сценарию. Джейсон Блюм выступит продюсером со своей компанией Blumhouse Television, а распространять его будет Amazon Studios . Съемки начались в том же месяце.
В октябре 2020 года был объявлен остальной актерский состав, в том числе Джули Бенц, Брэндон Кинер, ДжоНелл Кеннеди и другие.

## Выпуск
Фильм был выпущен 13 октября 2020 года студией Amazon .

## Прием критиков
Согласно агрегатору рецензий Rotten Tomatoes, фильм имеет рейтинг 63 % на основе 51 обзора со средним рейтингом 6,3 / 10. На Metacritic имеет средневзвешенный балл 58 из 100 на основе одиннадцати критиков, что указывает на «смешанные или средние отзывы».